# Phalangacris
Phalangacris is een geslacht van rechtvleugeligen uit de familie krekels (Gryllidae). De wetenschappelijke naam van dit geslacht is voor het eerst geldig gepubliceerd in 1895 door Bolívar.

## Soorten
Het geslacht Phalangacris omvat de volgende soorten:
- Phalangacris alluaudi Bolívar, 1895
- Phalangacris phaloricephala Gorochov, 2006